# Toshiki Hirano
Toshiki Hirano  (平野 俊貴?, Hirano Toshiki), precedentemente conosciuto come Toshihiro Hirano (平野 俊弘?, Hirano Toshihiro), (Tokyo, 3 ottobre 1956) è un regista e animatore giapponese.
Sua moglie è la mangaka ed animatrice Narumi Kakinouchi. Alcuni dei suoi lavori sono apparsi sulla rivista di manga per adulti Lemon People.

## Opere principali

### Character Design
- Cream Lemon: Don't Do It Mako! Mako Sexy Symphony (OVA)
- Fight! Iczer 1 (OVA)
- Hyper Combat Unit Dangaioh (OVA)
- Iczer Reborn (OVA)
- Iczer Girl Iczelion (OVA)
- Dragon's Heaven (OVA)
- Megazone 23 (OVA)
- Ninja Senshi Tobikage (Serie TV)
- Dangaioh (OVA)
- Great Dangaioh (Serie TV)

### Regia
- Angel Heart (TV series)
- Apocalypse Zero (OVA)
- Daimajuu Gekitou Hagane no Oni (OVA)
- Devilman Lady (TV series)
- Haja Kyosei G Dangaioh (Serie TV)
- Hades Project Zeorymer (OVA)
- Iczer Reborn (OVA)
- Iczer Girl Iczelion (OVA)
- Kihagane Senjo Rouran (Serie TV)
- Magic Knight Rayearth
- Vampire Princess Miyu (OVA e Serie TV)
- Ken il guerriero - La leggenda di Raoul (Film)
- Ken il guerriero - La leggenda del vero salvatore (Film)

### Altro
- Adventure! Iczer-3 (OVA)
- Anime-chan
- Yamato per sempre (Film)
- Capitan Harlock
- Iczer Girl Iczelion (OVA) (character design, soggetto, sceneggiatura)
- Sei Jūshi Bismarck
- Macross (disegni originali, direzione delle animazioni)
- Macross - Il film (direzione delle animazioni)
- Lamù

### Manga
- Shaolin Sisters (con Narumi Kakinouchi)
- Shaolin Sisters: Reborn (con Narumi Kakinouchi)
- Vampire Princess Miyu (con Narumi Kakinouchi)
- Golden Warrior Iczer-One